# Fraxinus gooddingii
Fraxinus gooddingii är en syrenväxtart som beskrevs av Elbert Luther Little. Fraxinus gooddingii ingår i släktet askar, och familjen syrenväxter. Inga underarter finns listade i Catalogue of Life.